# هویشتروی
هویشتروی (به آلمانی: Heustreu) یک شهر در آلمان است که در رن-گرابفلد واقع شده‌است. هویشتروی ۱٬۲۷۸ نفر جمعیت دارد.